# Stakkels Johanne
Stakkels Johanne er en amerikansk stumfilm fra 1918 af William Desmond Taylor.

## Medvirkende
- Mary Pickford som Johanna Renssaller
- Anne Schaefer
- Fred Huntley
- Monte Blue som Vibbard
- Douglas MacLean som Archie van Renssaller